# Chesterfield (Massachusetts)
Chesterfield est une ville américaine située dans le comté de Hampshire dans l’État du Massachusetts.

## Traduction
- (en) Cet article est partiellement ou en totalité issu de l’article de Wikipédia en anglais intitulé « Chesterfield, Massachusetts » (voir la liste des auteurs).